# Bedford-Stuyvesant
Bedford-Stuyvesant (w mowie potocznej znane jako Bed-Stuy) – jedna z dzielnic (neighborhood) we wschodnim Brooklynie. Bed-Stuy na północy graniczy z Williamsburg'iem, na zachodzie z Clinton Hill, na zachodzie z Bushwick, a na południu z Brownsville